# Эльмут
Эльмут — озеро на территории Ребольского сельского поселения Муезерского района Республики Карелия.

## Общие сведения
Площадь озера — 1,3 км², площадь водосборного бассейна —10,8 км². Располагается на высоте 219,9 метров над уровнем моря.
Форма озера лопастная, продолговатая: вытянуто с северо-запада на юго-восток. Берега изрезанные, каменисто-песчаные, местами заболоченные.
С западной стороны озера вытекает река Ожма, которая, протекая озеро Ожма и, принимая воды из озера Большое Мазъярви, впадает в озеро Колвас, из которого вытекает река Колвас, впадающая в Лексозеро, откуда через реки Сулу и Лендерку воды в итоге попадают в Балтийское море.
У северо-западной оконечности озера проходит просёлочная дорога.
Код объекта в государственном водном реестре — 01050000111102000010335.